# تشانغ فان
تشانغ فان (بالصينية: 张帆) (22 أغسطس 1984 في الصين - ) هي لاعبة كرة سلة صينية في مركز هجوم صغير الجسم، شاركت في الألعاب الأولمبية الصيفية 2004 و2011 FIBA Asia Championship for Women ‏ و2009 FIBA Asia Championship for Women ‏ و2015 FIBA Asia Women's Championship ‏ ودورة الألعاب الآسيوية 2010 و2007 FIBA Asia Championship for Women ‏ والألعاب الأولمبية الصيفية 2012 والألعاب الجامعية الصيفية 2003 ودورة الألعاب الآسيوية 2014 وبطولة كأس العالم لكرة السلة للسيدات 2010 و2005 FIBA Asia Championship for Women ‏.

## وصلات خارجية
- تشانغ فان على موقع الاتحاد الدولي لكرة السلة (الإنجليزية)
- تشانغ فان على موقع كرة السلة الأوروبية.كوم (الإنجليزية)
- تشانغ فان على موقع سبورتس رفرنس (الإنجليزية)
- تشانغ فان على موقع أوليمبيديا (الإنجليزية)